# Lambert (kráter na Měsíci)
Lambert je impaktní kráter typu kruhového pohoří nacházející se v jižní části měsíčního moře Mare Imbrium (Moře dešťů) na přivrácené straně Měsíce. Má průměr 30 km, terasovité okrajové valy a na jeho dně se místo centrálního pahorku nachází malý kráter. Ze Země je poměrně snadno identifikovatelný díky své izolované poloze v Moři dešťů.
Západo-severozápadně lze nalézt horu Mons La Hire, severozápadně mořský hřbet Dorsum Zirkel a severovýchodně soustavu hřbetů Dorsa Stille. Východně se nachází mírně větší kráter Timocharis. Jižně leží velmi nezřetelný satelitní kráter Lambert R (tzv. „duchový“), který je viditelný pouze v blízkosti terminátoru. Dále na jih lze nalézt kráter Pytheas.

## Název
Pojmenován je podle alsasko-švýcarského matematika, fyzika a astronoma Johanna Heinricha Lamberta.

## Satelitní krátery
V okolí kráteru se nachází několik dalších kráterů. Ty byly označeny podle zavedených zvyklostí jménem hlavního kráteru a velkým písmenem abecedy.
| Lambert | Sel. šířka | Sel. délka | Průměr |
| ------- | ---------- | ---------- | ------ |
| A       | 26.4° S    | 21.5° Z    | 4 km   |
| B       | 24.3° S    | 20.1° Z    | 4 km   |
| R       | 23.9° S    | 20.6° Z    | 55 km  |
| T       | 28.5° S    | 20.3° Z    | 3 km   |
| W       | 24.5° S    | 22.6° Z    | 2 km   |